# Долгая дорога к себе
«Долгая дорога к себе» — советский художественный фильм.

## Сюжет
Конфликт в семье молодожёнов — Шурик, далёкий от творческих мук, ревнует жену-художницу Анну к её творческим поискам. Не веря в талант жены и устав от её творческого самоотречения, он скрывает работы от искусствоведа, сказав супруге, что они не прошли отбор. Позднее Анна узнаёт, почему её картины не попали на выставку.

## В ролях
- Евгения Симонова — Анна Алексеевна, жена Шурика, художница
- Николай Караченцов — Шурик, муж Анны
- Лилия Гриценко — Елена Владимировна
- Татьяна Лаврова — Таня
- Виктор Евграфов — Сергей
- Олег Пальмов — Скворцов
- Лариса Малеванная — Костромина
- Владимир Летенков — Миша
- Андрей Толубеев — Дмитрий Николаевич, руководитель строительства

## Съёмочная группа
- Автор сценария — Евгений Габрилович, Соломон Розен
- Режиссёр — Наталья Трощенко
- Оператор — Генрих Маранджян
- Художник — Римма Наринян
- Композитор — Владислав Успенский